# Gelbschwanz-Kaiserfisch
Der Gelbschwanz-Kaiserfisch (Pomacanthus chrysurus) kommt im westlichen Indischen Ozean vom Golf von Aden bis nach Natal (Südafrika), bei den Seychellen, Komoren und Madagaskar vor.
Die Art ist wenig bekannt und kaum erforscht. Sie lebt als Einzelgänger oder paarweise in korallenreichen Riffen in Tiefen von einem bis 25 Metern. Die Fische ernähren sich hauptsächlich von Schwämmen und Algen.

## Merkmale
Gelbschwanz-Kaiserfische werden bis zu 33 Zentimeter lang. Ihre Grundfärbung ist dunkelbraun, Kehle und Nacken sind ockerfarben. Über den Körper ziehen sich sechs weiße Querstreifen, die sich in der Rückenflosse zu deren hinterer Spitze biegen. Der Schwanz ist gelb und hinten blau gesäumt. Augen, Kiemendeckel und Maul sind mit blauen Linien gesäumt. Auch die Afterflosse und die Bauchflossen zeigen ein Muster von schmalen blauen Längsstrichen. Direkt oberhalb des Kiemendeckels, am Beginn der Seitenlinie befindet sich ein schwarzer Fleck, der von einem orangen Ring umgeben ist, weshalb der Fisch im englischen „Ear-Spot-Angelfish“ (Ohrfleck-Kaiserfisch) heißt.
Flossenformel: Dorsale XIII–XIV/17–19, Anale III/18–19.
Wie viele Kaiserfischjunge tragen die Jungfische ein stark abweichendes Farbkleid. Sie sind eher dunkelblau, auch Kehle und Nacken, und zeigen zwischen den weißen Querstreifen jeweils noch schmale hellblaue Streifen. Der Ohrfleck über dem Kiemendeckel fehlt.
Der Gelbschwanz-Kaiserfisch hybridisiert mit dem Sichel-Kaiserfisch (Pomacanthus maculosus), der im gleichen Verbreitungsgebiet vorkommt.